# Saint-Ouen-l’Aumône
Saint-Ouen-l’Aumône – miejscowość i gmina we Francji, w regionie Île-de-France, w departamencie Dolina Oise.
Według danych na rok 2010 gminę zamieszkiwało 23 608 osób, a gęstość zaludnienia wynosiła 1933 osoby/km².

## Współpraca
- Fano, Włochy